# Estación de San Fernando (Cercanías Madrid)
San Fernando, también llamada San Fernando de Henares, es una estación ferroviaria situada  en el municipio español de Coslada, en la Comunidad de Madrid, muy cerca del centro urbano de San Fernando de Henares. Las instalaciones forman parte de la red de Cercanías Madrid y están servidas por las líneas C-2, C-7 y C-8. La estación también constituye un nudo ferroviario en el que confluyen varios trazados.

## Situación ferroviaria
Las instalaciones ferroviarias, que se encuentran situadas a 576 metros de altitud, forman parte de los trazados de las siguientes líneas férreas:
- Línea férrea de ancho ibérico Madrid-Barcelona, punto kilométrico 15,9.[1]
- Línea férrea de ancho ibérico Atocha-San Fernando de Henares, punto kilométrico 18,3.[1]

## Historia
En el momento de la apertura de la estación, cuando se creó la red de cercanías de Madrid, las instalaciones se denominaban «Coslada-San Fernando». Sin embargo, este nombre cambió en la década de 1990 por «San Fernando», dado que servían principalmente a esta localidad.
En esta estación se une la vía de contorno noreste de Madrid por la que circulaban los trenes de largo recorrido y regionales hacia el noreste de España con las vías del Corredor del Henares, por lo que en la década de 1990, debido al intenso tráfico, se decidió cuadruplicar la vía entre esta estación y la de Alcalá de Henares. Hoy día ya no es tan elevado el tráfico al pasar la casi totalidad de trenes de largo recorrido a la línea de alta velocidad Madrid-Barcelona.

## Servicios ferroviarios

### Cercanías
| procedencia/destino                              | < estación        | Línea | estación >        | destino/procedencia |
| ------------------------------------------------ | ----------------- | ----- | ----------------- | ------------------- |
| Chamartín                                        | Coslada           |       | Torrejón de Ardoz | Guadalajara         |
| Príncipe Pío                                     | Coslada           |       | Torrejón de Ardoz | Alcalá de Henares   |
| Cercedilla                                       | Coslada           |       | Torrejón de Ardoz | Guadalajara         |
| Santa María de la Alameda-Peguerinos El Escorial | Coslada           |       | Torrejón de Ardoz | Guadalajara         |
| Chamartín                                        | Fuente de la Mora |       | Torrejón de Ardoz | Guadalajara         |

La estación forma parte de las líneas C-2, C-7 y C-8 de la red de Cercanías Madrid.

## Conexiones
| Diurnos |                       |                                             |          |
| Línea   | Destino               | Parada                                      | Operador |
| 1       | C.C. San Fernando     | 07134 Av. San Pablo-Bº Estación             | Avanza   |
| 1       | Polígono industrial   | 07136 Av. San Pablo-Bº Estación             | Avanza   |
| 2       | Cementerio / C.I.T.I. | 18557 Estación Ferrocarril-Est.San Fernando | Avanza   |
| SE71    | Metro San Fernando    | 09972 Estación Ferrocarril-Est.San Fernando | Avanza   |

| Diurnos |                                   |                                             |          |
| Línea   | Destino                           | Parada                                      | Operador |
| 281     | Madrid (Avenida de América)       | 07134 Av. San Pablo-Bº Estación             | Avanza   |
| 282     | Madrid (Avenida de América)       | 07134 Av. San Pablo-Bº Estación             | Avanza   |
| 284     | Madrid (Avenida de América)       | 07134 Av. San Pablo-Bº Estación             | Avanza   |
| 281     | San Fernando de Henares           | 07136 Av. San Pablo-Bº Estación             | Avanza   |
| 282     | San Fernando - Mejorada del Campo | 07136 Av. San Pablo-Bº Estación             | Avanza   |
| 284     | Velilla - Loeches                 | 07136 Av. San Pablo-Bº Estación             | Avanza   |
| 285     | Velilla - Arganda del Rey         | 09972 Estación Ferrocarril-Est.San Fernando | Avanza   |
| 287     | Madrid (Alsacia)                  | 09972 Estación Ferrocarril-Est.San Fernando | Avanza   |